# Klopotovice
Obec Klopotovice se nachází v okrese Prostějov v Olomouckém kraji, v nadmořské výšce 207 m. Žije zde 283 obyvatel.

## Název
Na vesnici bylo přeneseno původní pojmenování jejích obyvatel Klopotovici odvozené od osobního jména Klopota (jehož základem bylo klopotati - "chvátat"). Význam místního jména byl "Klopotovi lidé".

## Historie
První písemná zmínka o obci pochází z roku 1213.

## Obyvatelstvo

### Struktura
Vývoj počtu obyvatel za celou obec i za jeho jednotlivé části uvádí tabulka níže, ve které se zobrazuje i příslušnost jednotlivých částí k obci či následné odtržení.
| Místní části   | Místní části     | 1869 | 1880 | 1890 | 1900 | 1910 | 1921 | 1930 | 1950 | 1961 | 1970 | 1980 | 1991 | 2001 | 2011 |
| -------------- | ---------------- | ---- | ---- | ---- | ---- | ---- | ---- | ---- | ---- | ---- | ---- | ---- | ---- | ---- | ---- |
| Počet obyvatel | část Klopotovice | 303  | 347  | 354  | 319  | 335  | 355  | 358  | 289  | 300  | 258  | 235  | 249  | 288  | 263  |
| Počet domů     | část Klopotovice | 50   | 56   | 63   | 64   | 63   | 66   | 75   | 70   | 74   | 70   | 69   | 84   | 89   | 92   |

## Pamětihodnosti
- kaple svatého Jana Nepomuckého – barokní kaple z 1. poloviny 18. století, situovaná v centru obce
- barokní socha svatého Jana Nepomuckého z roku 1740

## Osobnosti
- František Klobouk (1877 - 1949), ř. k. kněz, Msgr., ThDr., PhDr., děkan  kolegiátní kapituly v Kroměříži, autor náboženských spisů
- Ondřej Mézl (1887–1968), divizní generál
- Václav Plachý (1785–1858), varhaník, hudební skladatel a pedagog piaristického gymnázia ve Vídni, tam je pohřben[6]

## Galerie

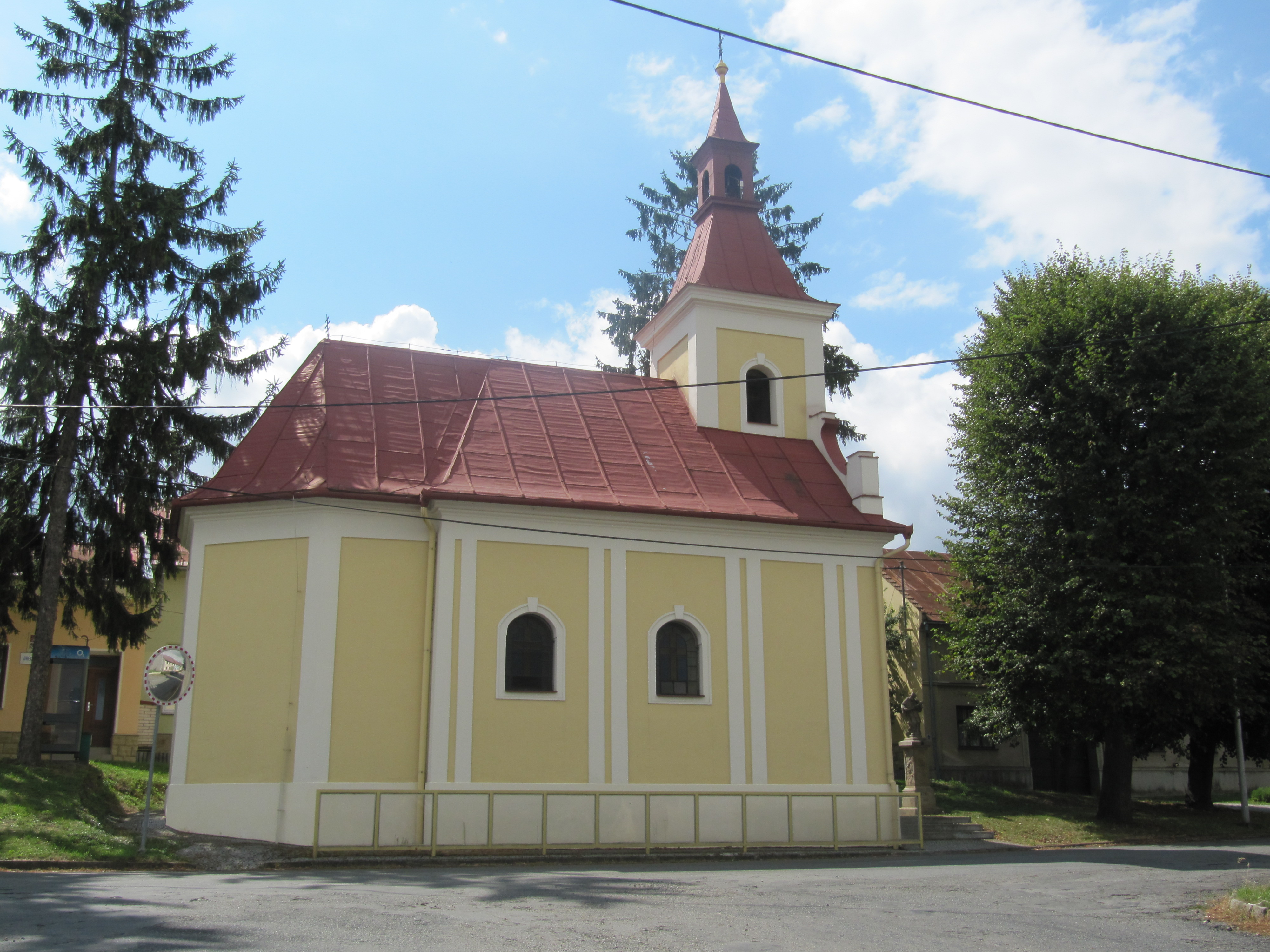
Kaple sv. Jana Nepomuckého
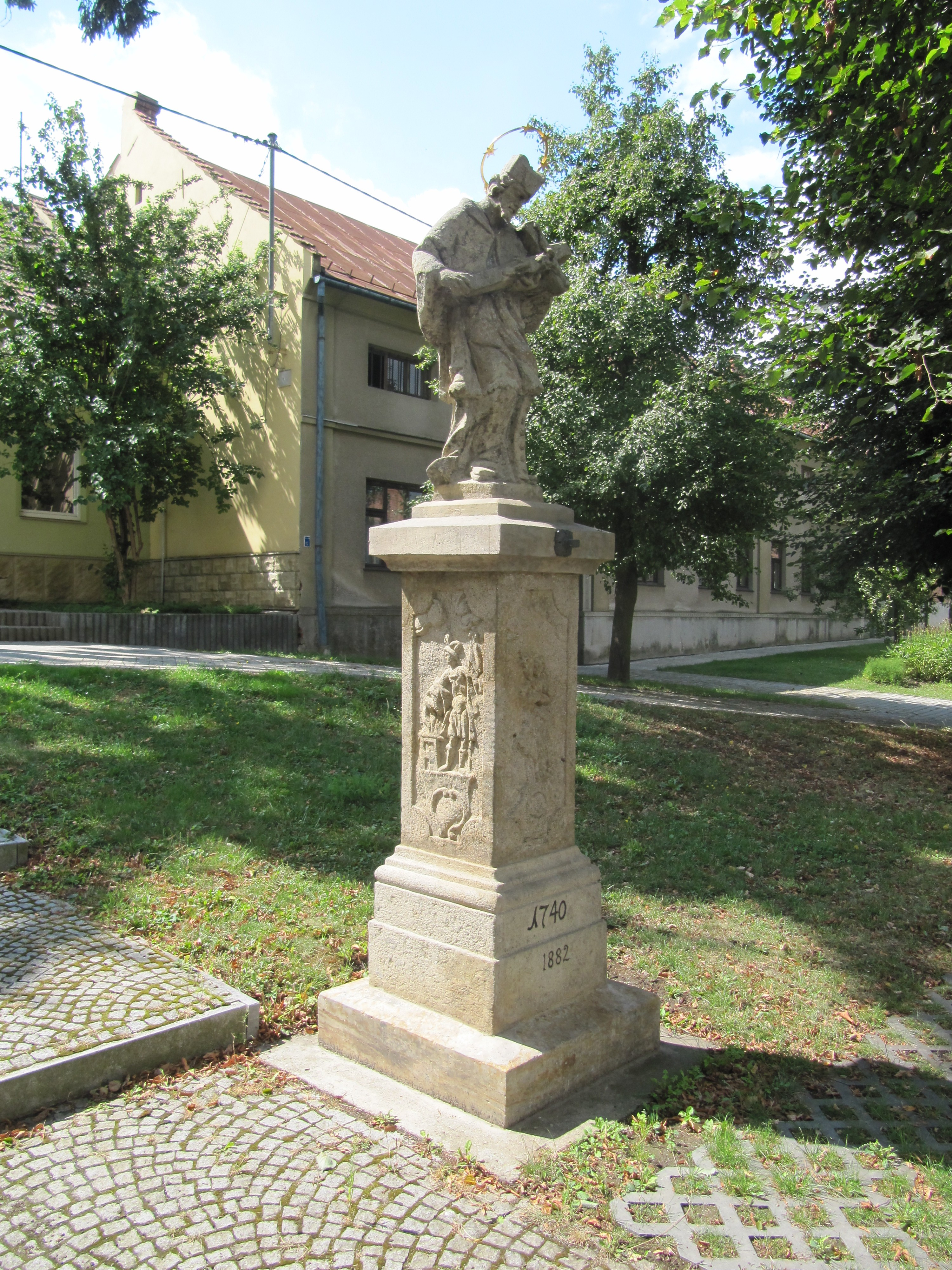
Socha sv. Jana Nepomuckého
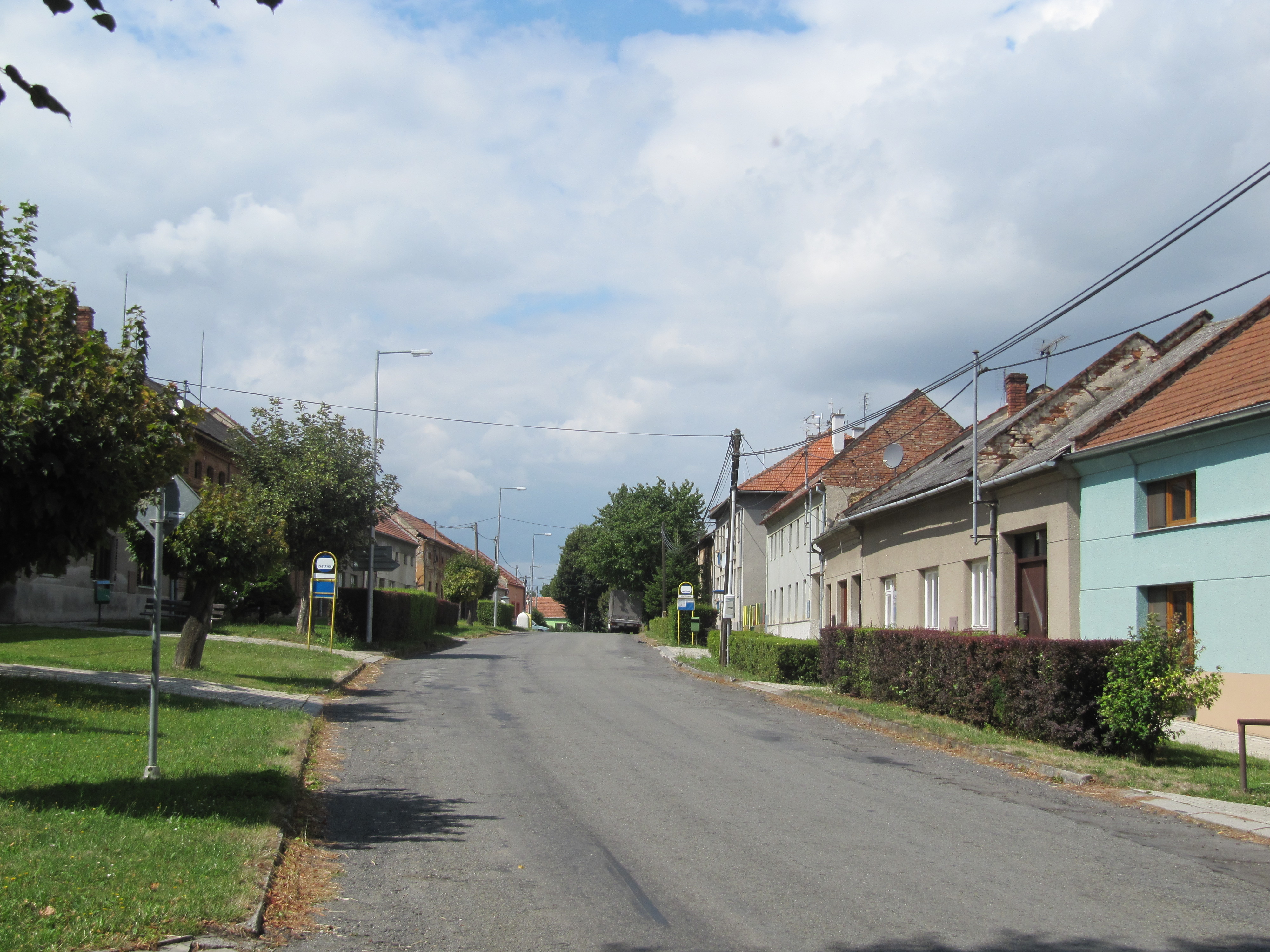
Hlavní ulice
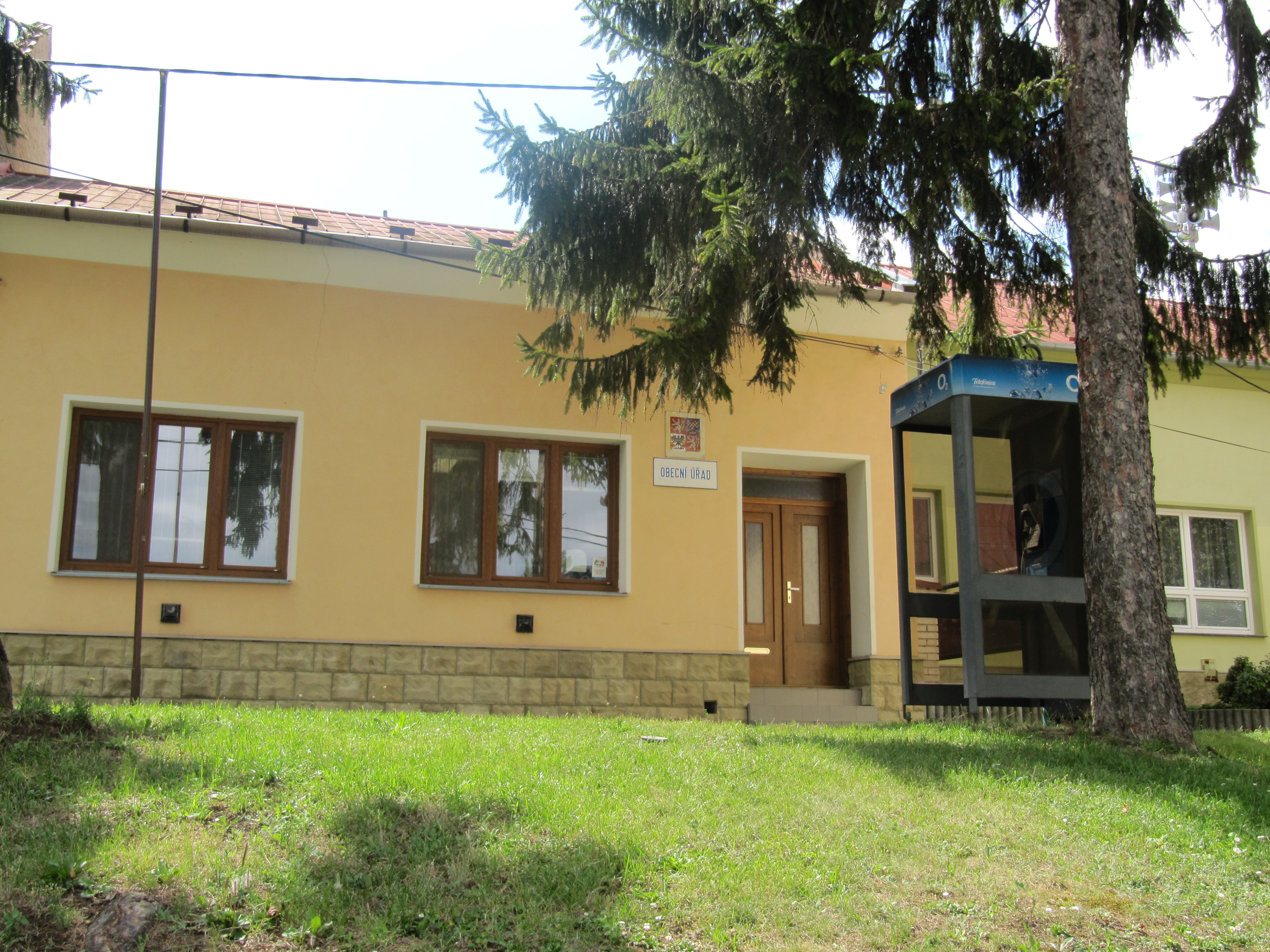
Obecní úřad